# Agencja telegraficzna Express
Agencja telegraficzna „Express” (A.T.E.) – polska agencja informacyjna związana z ruchem prometejskim w okresie II Rzeczypospolitej
Agencja została utworzona w marcu 1925 w Warszawie z inicjatywy polskiego wywiadu wojskowego (Oddziału II Sztabu Generalnego Wojska Polskiego). Działania koordynował płk Jan Bociański, szef wydziału wywiadowczego Oddziału II. Było to związane z rozwojem ruchu prometejskiego. Funkcję dyrektora agencji objął Tadeusz Hołówko. Zadaniem agencji było propagowanie idei prometeizmu na terytorium Polski. Współpracowano blisko z bliźniaczą agencją informacyjną „Ofinor” z siedzibą w Paryżu. W 1929 wywiad zamierzał zlikwidować A.T.E., ale ostatecznie agencja przetrwała z podporządkowaniem Oddziałowi II i Ministerstwu Spraw Zagranicznych. Nowym dyrektorem został Mieczysław Obarski od 25 sierpnia 1929 (jego poprzednikiem był Leon Matuszewski), zaś w czerwcu 1936 Ukrainiec Mykoła Kowalewskyj. Od tego momentu A.T.E. weszła w skład agencji „Argus”, zakonspirowanego organu informacyjnego MSZ. Mykoła Kowalewskyj w poł. lutego 1937 objął funkcję szefa oddziału wschodniego agencji. W skład redakcji agencji weszła pewna liczba współpracowników Oddziału II Sztabu Generalnego WP, jak Wincenty Siakowski, Janusz Latało, czy Stanisław Błaszczak. Agencja miała swoich zakonspirowanych informatorów w Wiedniu, Pradze i Lwowie. Jej działalność przerwał wybuch wojny obronnej z Niemcami 1 września 1939.